# Parc Shiba

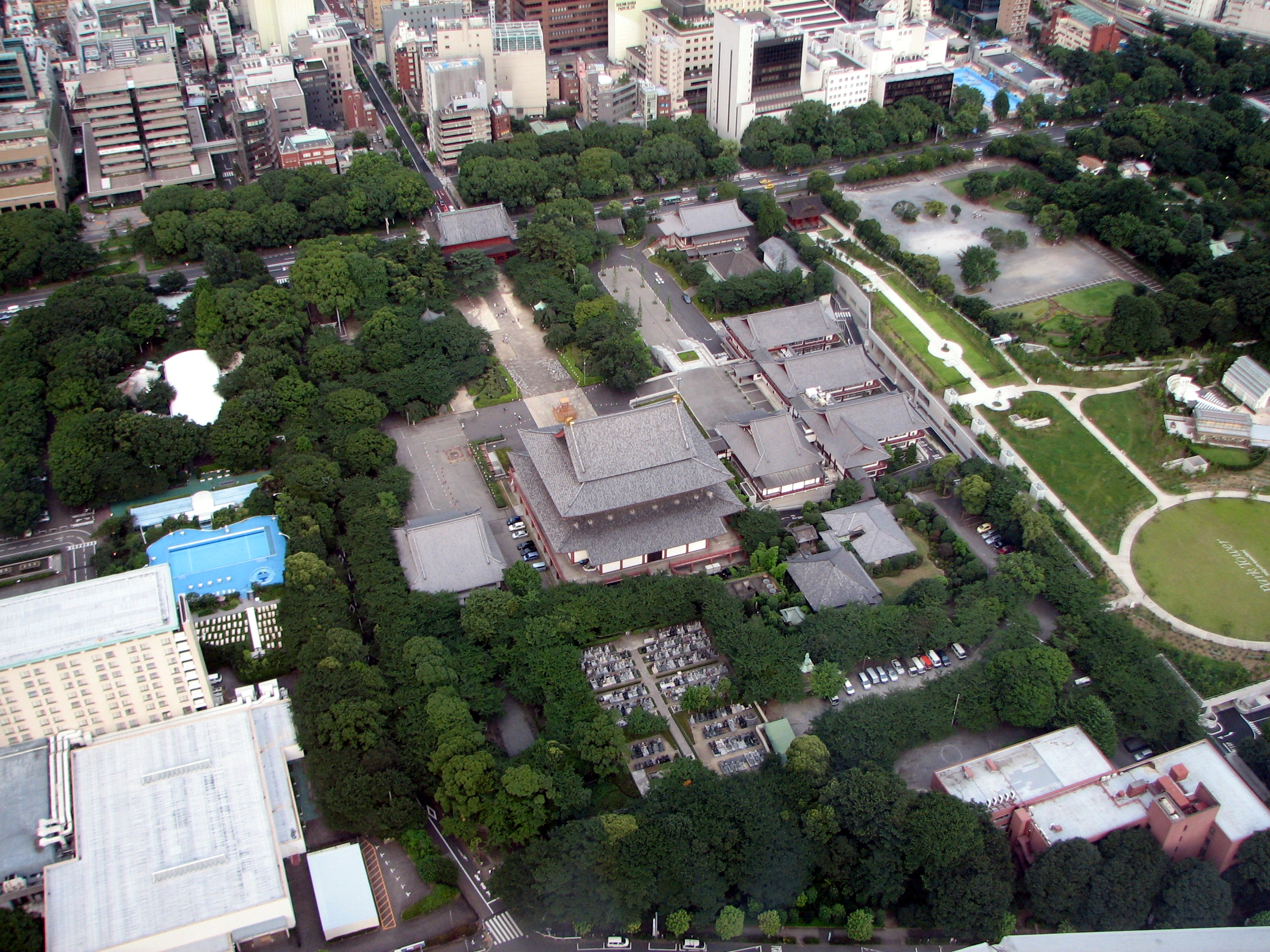
Vista aèria del parc des de la Torre de Tòquio

El Parc Shiba (芝公園, Shiba Kōen) és un parc al barri de Minato, Tòquio (Japó) prop del temple de Zojoji.
El parc està localitzat entre on hi ha oficines a Minato i la Torre de Tòquio. Molts dels camins del parc ofereixen vistes molt bones de la Torre de Tòquio, i per aquesta raó el parc surt molts cops en pel·lícules o en programes per a la televisió.
El Jardí del Palau de Shiba (Shiba Onshi-koen) i els terrenys de l'antic Palau Separat de Shiba s'ha convertit en propietat de la Municipalitat i és obert al públic. Els jardins d'Arisugawa van ser comprats per l'Agència de la Casa Imperial el 1875. Des de llavors, la terra ha estat donada per a ús i gaudi públic.